# Romance filosófico
No romance filosófico, o autor trata questões fundamentalmente filosóficas no contexto de um romance. O romance filosófico distingue-se de um ensaio, de uma dissertação ou de um tratado filosófico, uma vez que as problemáticas e reflexões filosóficas abordadas aparecem no contexto de uma história ficcionada, mais ou menos realista. Deste modo, o romance filosófico é particularmente adequado para ilustrar a dimensão humana/antropológica da problemática filosófica, uma vez que esta fica embebida na vida das personagens do romance. O romance filosófico distingue-se do romance propriamente dito, no sentido em que a história romanceada, o enredo, compete em importância com o fluir das ideias filosóficas. O conceito de "romance de ideias", está próximo do conceito de "romance filosófico", embora os dois conceitos não sejam exactamente idênticos, no sentido em que um romance de ideias pode estar centrado em "ideias políticas", por exemplo, enquanto um romance filosófico, sendo ele também um romance de ideias, está centrado em ideias de uma determinada natureza, as ideias filosóficas e, deste modo, o romance filosófico está muito próximo da Filosofia enquanto disciplina e área do conhecimento.
O romance filosófico exige um autor igualmente versado na arte da escrita do romance e no domínio das problemáticas filosóficas. Também pede um leitor com esses dois centros de interesses, ou pode ser um meio eficaz de despertar o interesse pela Filosofia numa pessoa já motivada para a leitura do romance.

## Algumas obras
- A Montanha Mágica, de Thomas Mann.
- O Retrato de Dorian Gray, de Oscar Wilde.
- A Paixão Segundo G.H. , de Clarice Lispector
- Sidarta, de Hermann Hesse.
- A Náusea, de Jean-Paul Sartre.
- O Estrangeiro, de Albert Camus.
- O Mundo de Sofia ou O Dia do Curinga, de Jostein Gaarder
- Ismael, de Daniel Quinn
- A Escola dos Deuses, de Stefano Elio D'Anna
- A Ilusão da Alma, de Eduardo Giannetti